# Антонівка (Чорноострівська селищна громада)
Анто́нівка — село в Україні, у Чорноострівській селищній територіальній громаді Хмельницького району Хмельницької області. Населення становить 564 особи.
Ще в 1366 році володар Чорного городка, (як тоді називали Чорний Острів) литовський князь Любард Тедеюнович поселив у низовині біля безіменної річки декілька селян-кріпаків. Першим поселився селянин по імені Штука Антон, від того імені якого, очевидно, і походить назва Антонівка. Цей селянин працював у поміщика польовим.
В кінці XVI село переходить до князя Новодворського. Потім село утримували сім'я графа Сверсі, а згодом Вишнівецькі. З 1841 року с. Антонівка, як і інші 10 навколишніх сіл з 5 тис. селян-кріпаків належала Пшездецьким.
Перша школа була заснована у 1800 р. 1904 році почали будувати церкву, яку закінчили у 1907 р. В 1910р через село із Чорного Острова на с. Миколаїв почали прокладати шосе.
У 1914 році на війну мобілізували з села понад 150 чол., з яких 50 осіб загинуло. До перевороту 1917 року налічували 160 дворів у селі.
У 1929—1930 роках, під час примусової колективізації, було створений колгосп. У 1932 початкова школа була реорганізована в семирічну школу, де навчались понад 160 учнів.
У 1941 р населення становило 756 чоловік.
На війну 1941—1945 рр. пішло понад 150—160 односельчан.
У 1946 р. були проведенні перші вибори до сільської та районної ради депутатів трудящих.
У 1949 р. колгосп об'єднали с. Антонівка та с. Катеринівка.
В 1957 розпочато будівництво клубу та бібліотеки. 1963 р. Антонівку приєднано до державної електромережі.
1976 році до колгоспу були приєднані села Миколаїв та Манилівка.
У 1991 році у селі прокладена асфальтна дорога, проведений водопровід на трьох вулицях.
1992 р. відбулось роз'єднання колгоспу. Відійшли села Миколаїв та Манилівка.
2006 році село Антонівка підключили до єдиної газової мережі.
2011 році призупинена робота Антонівської загальноосвітньої школи І-ІІ ступенів.
На території Антонівської сільської ради знаходяться 2 пам'ятники: обеліск загиблих воїнів односельчан та Геодезичний знак дуги Струве с. Катеринка (1835 року).
Рішенням від 13 серпня 2015 року № 14-33/2015 утворено Чорноострівську селищну об'єднану територіальну громаду у складі суміжних територіальних громад селища Чорний Острів, у яку ввійшли села Антонівка та Катеринівка.

## Галерея

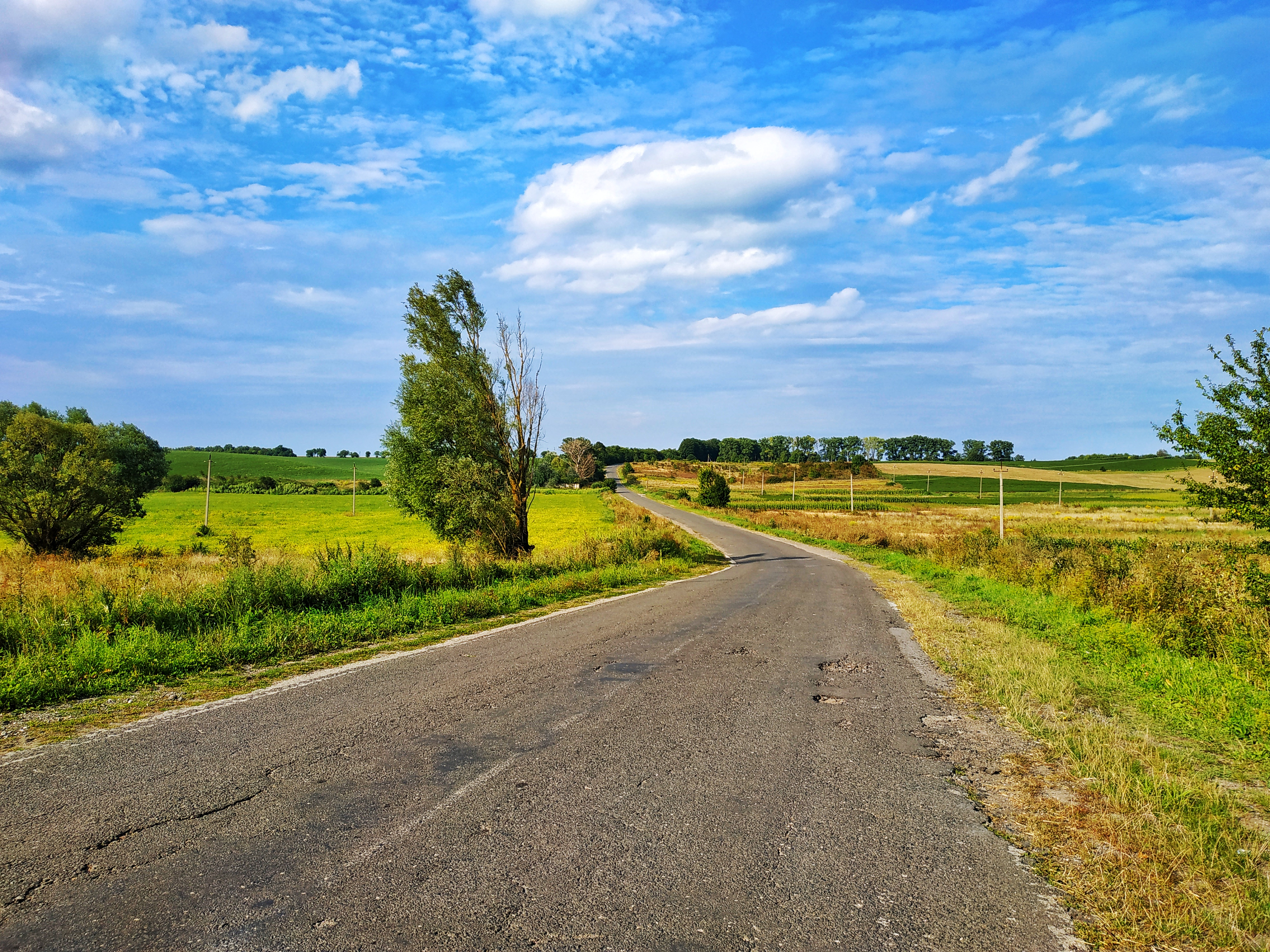
Дорога в нпрямку Антонівки
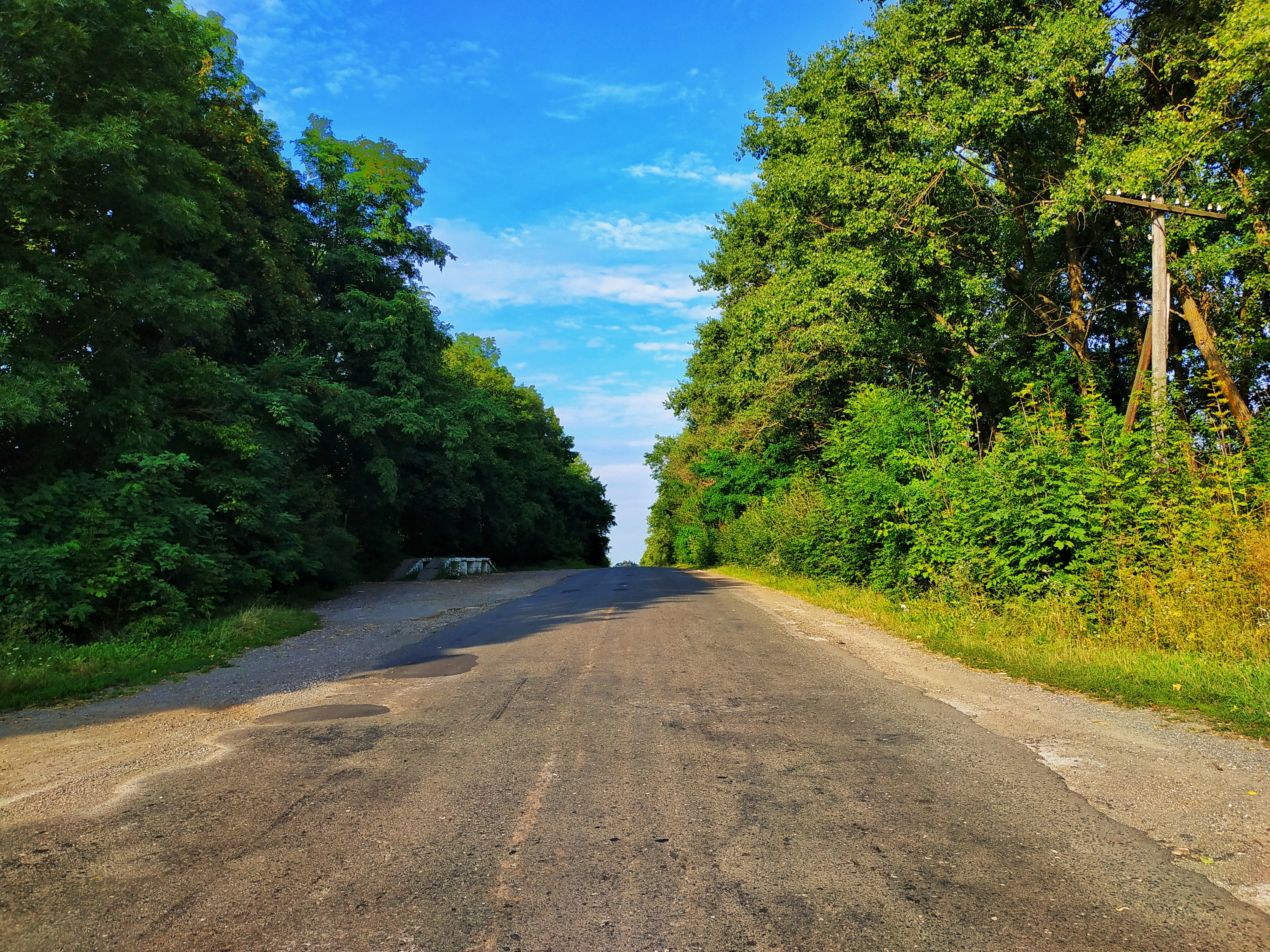
Центральна дорога
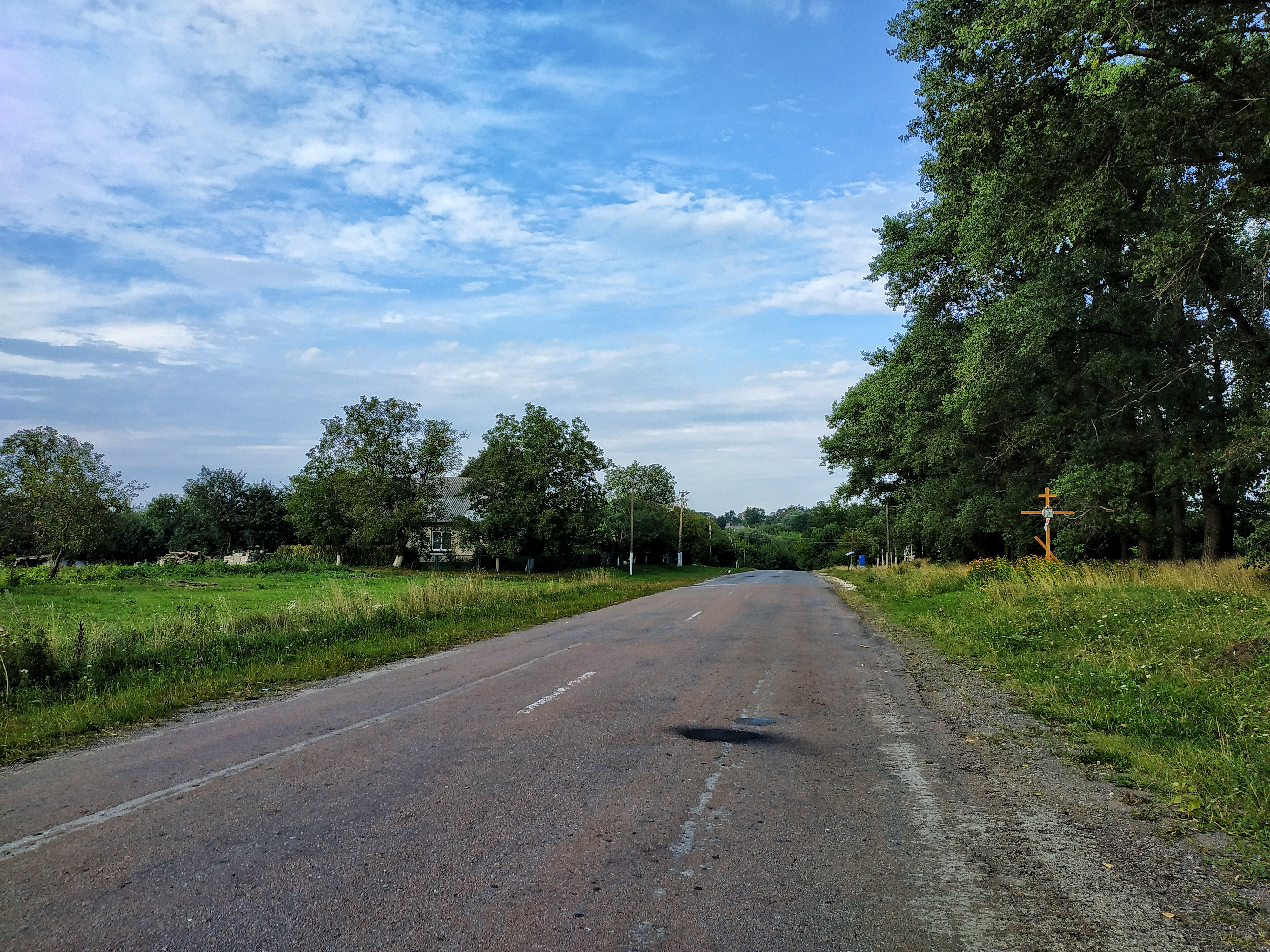
Вулиця Центральна у Антонівці
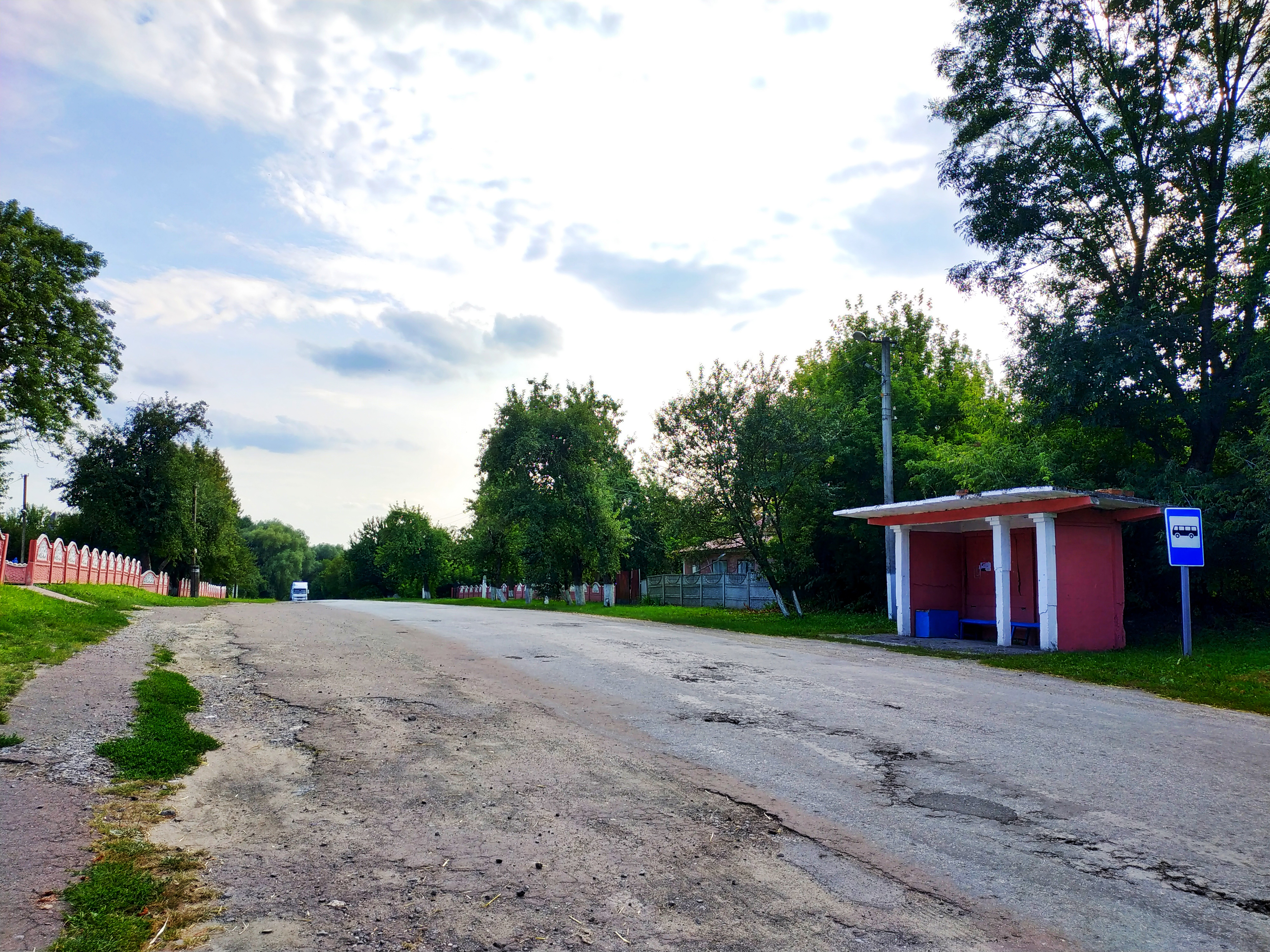
Автобусна зупинка у центрі села
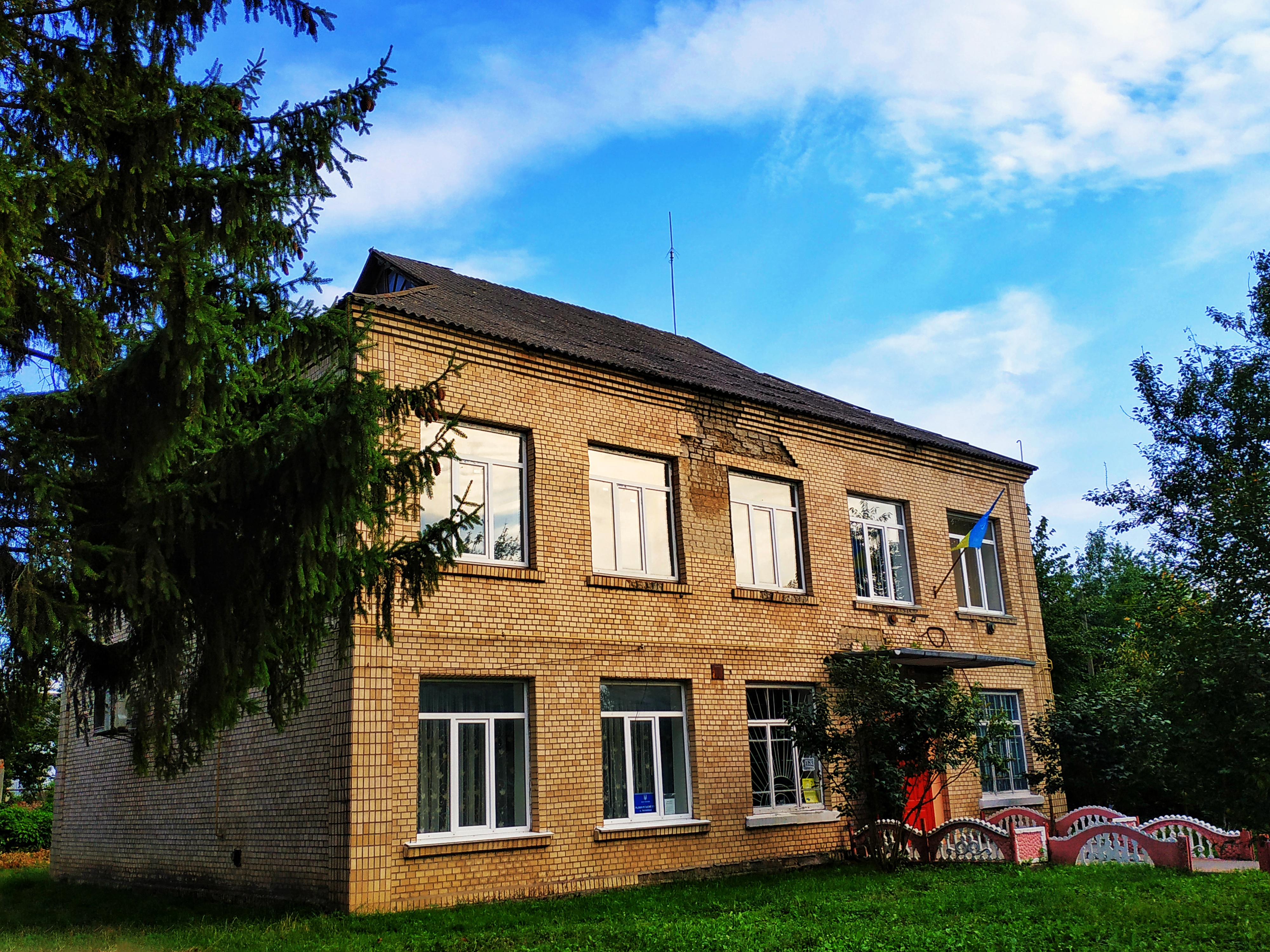
Приміщення старостату
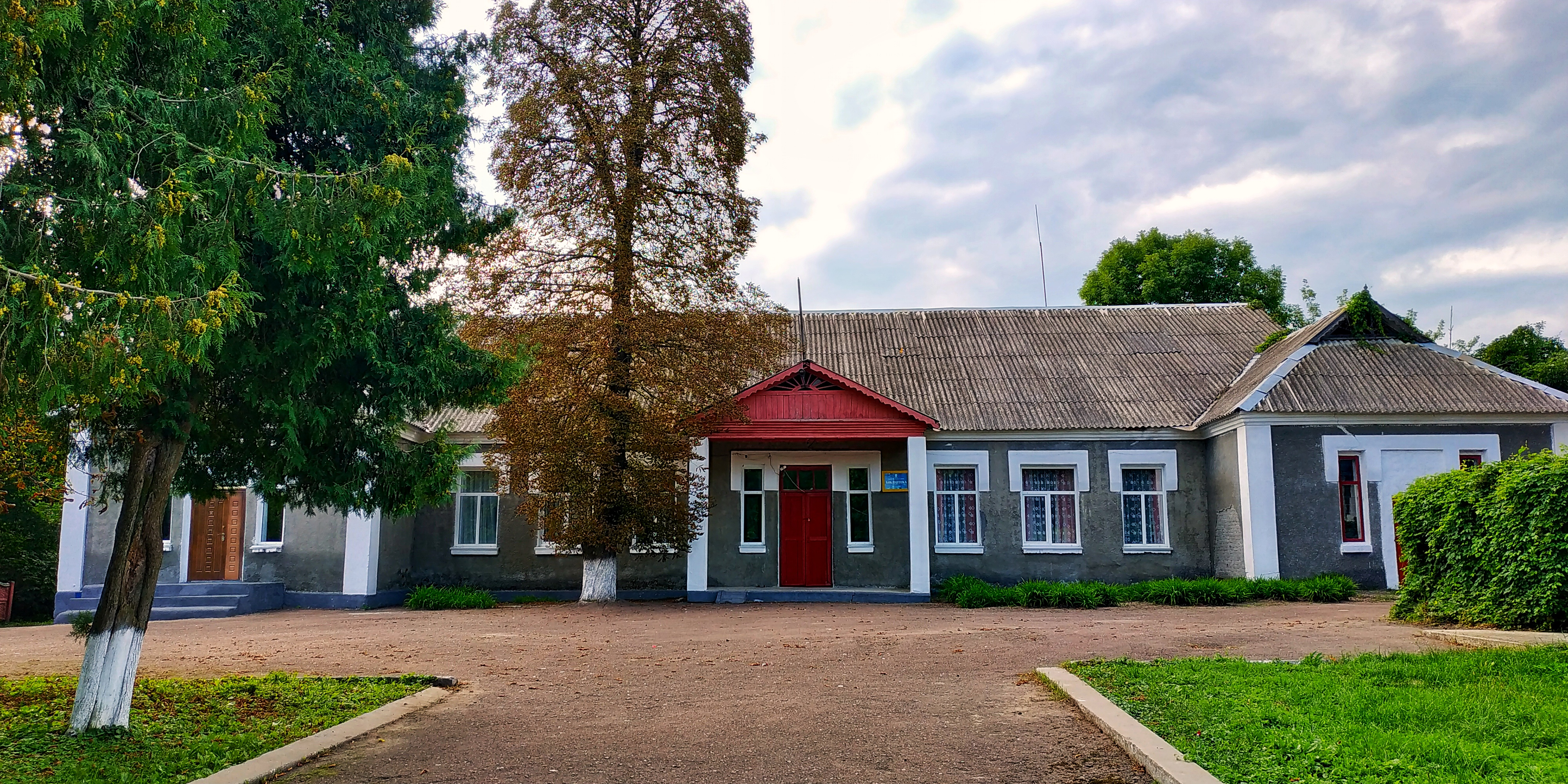
Сільський клуб
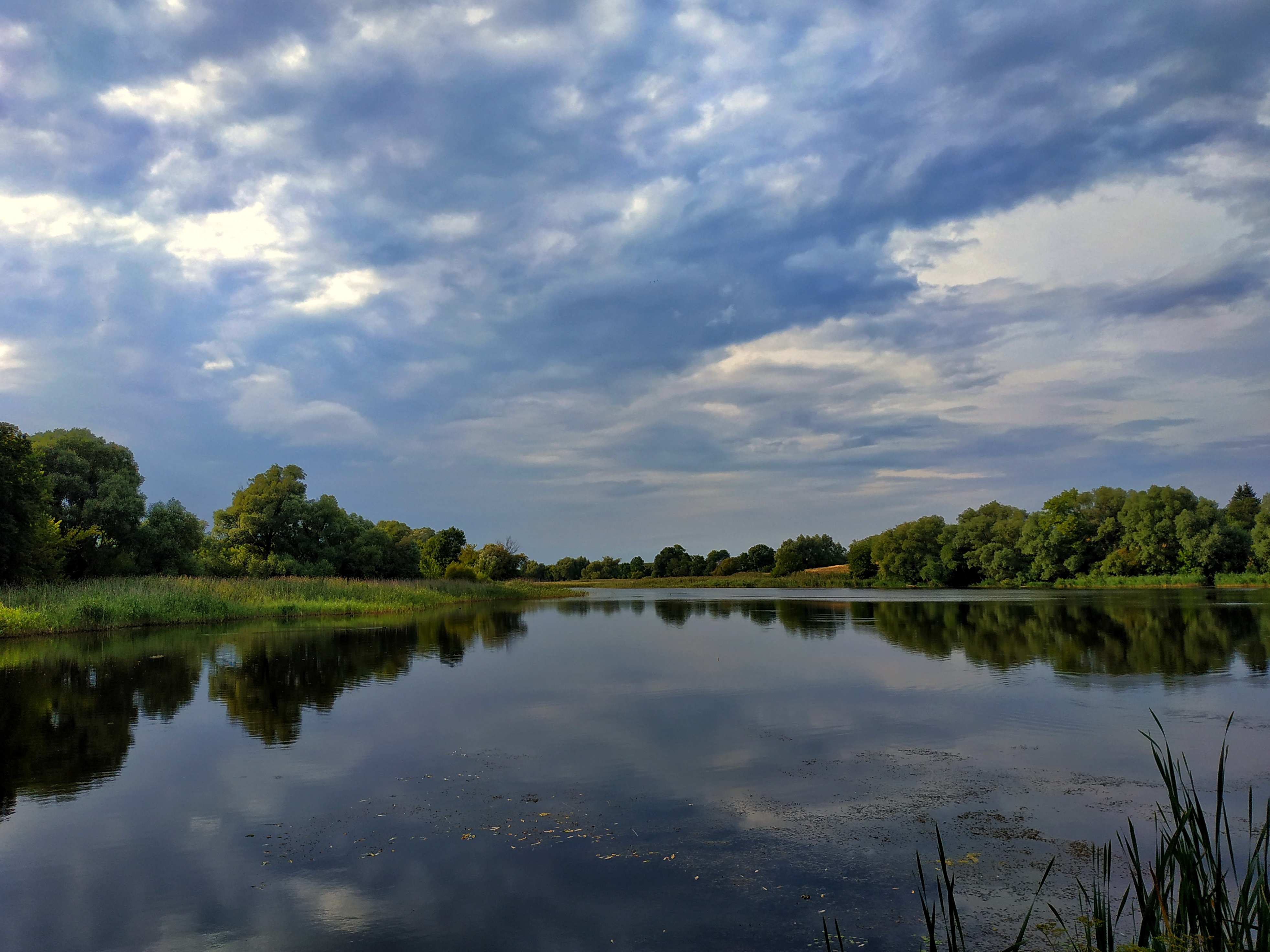
Ставок
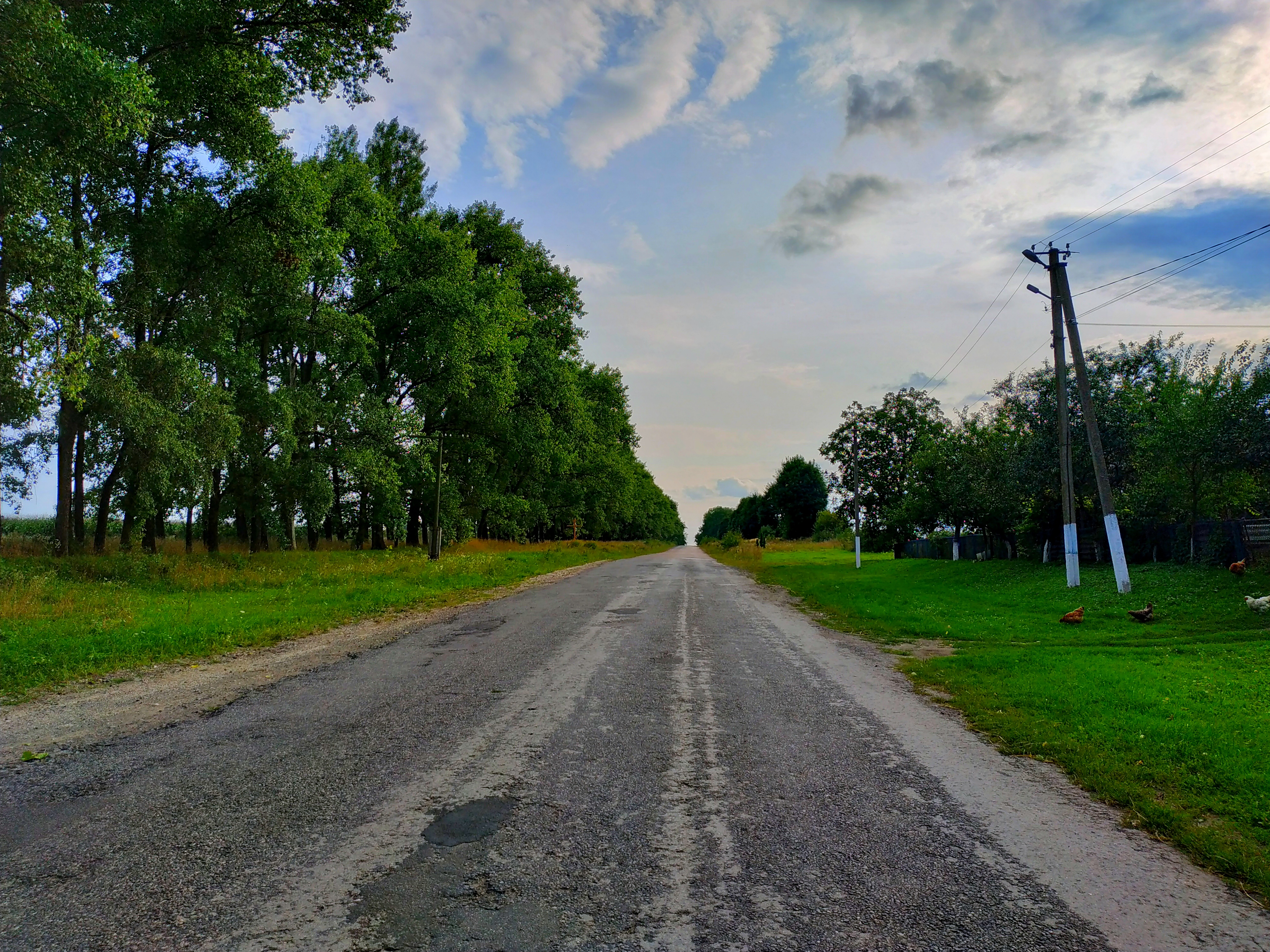
Дорога в бік Чорного Острова
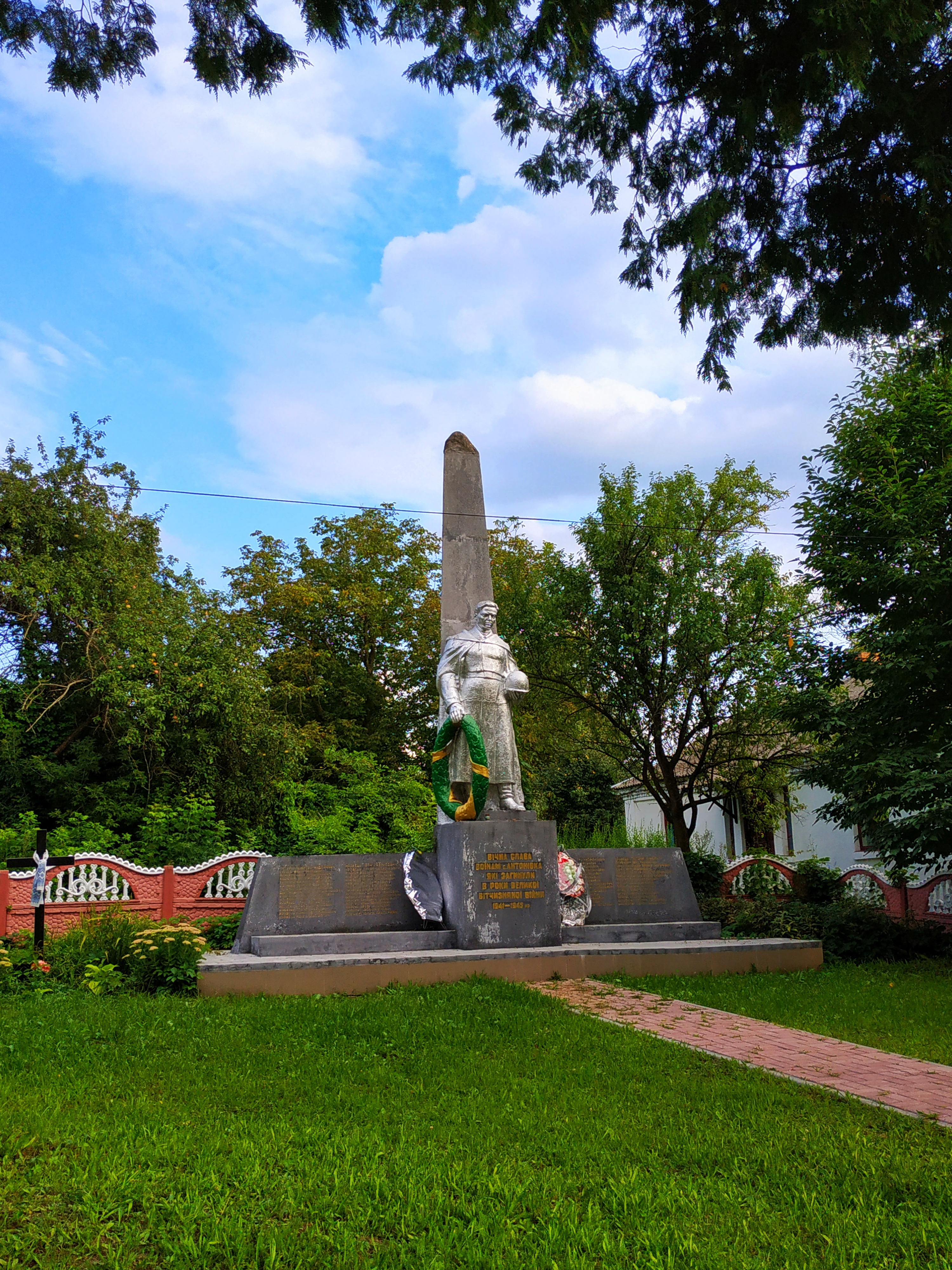
Пам'ятник воїнам односельчанам у ІІ світовій війні